# Riolet (Dore)
Pour les articles homonymes, voir Riolet.
Le Riolet est un ruisseau français qui coule dans le département du Puy-de-Dôme. Il prend sa source dans les monts du Livradois et se jette dans la Dore en rive gauche. C'est donc un sous-affluent de la Loire par la Dore, puis par l'Allier.

## Géographie
De 7,8 km de longueur, le Riolet naît sur le territoire de la commune de Champétières, dans le massif du Livradois au lieu-dit "La Préjurade" à 992 mètres d’altitude. Dès le départ, il s'oriente vers le sud-est, direction qu'il maintient tout au long de son parcours. Il finit par se jeter dans la Dore en rive gauche à Marsac-en-Livradois.
La totalité de son bassin versant fait partie du parc naturel régional Livradois-Forez.

## Communes traversées
D'amont en aval, la rivière traverse les communes suivantes, toutes situées dans le département du Puy-de-Dôme : 
- Champétières, Marsac-en-Livradois

Soit en termes de cantons, le Riolet est entièrement dans le Canton d'Ambert, lui-même dans l'arrondissement d'Ambert.